# Tomàs Molina i Bosch
Tomàs Manel Molina i Bosch (Badalona, 26 de setembre de 1963) és un meteoròleg i presentador de televisió català, llicenciat en física per la Universitat de Barcelona i periodista col·legiat. El 2024, va ser el 4t candidat de la llista d'Ara Repúbliques per a les eleccions al Parlament Europeu de 2024.

## Biografia
Molina va fer-se popular per presentar l'espai d'El Temps a TV3, després del Telenotícies, i al 3/24 (canal de notícies 24 hores de TV3). També ha presentat i dirigit reportatges de divulgació sobre el canvi climàtic i riscos ambientals. Des del 20 d'abril del 2009, fins al 21 de juliol del 2017 va dirigir i presentar el programa Espai Terra, que tractava sobre la meteorologia, la natura i el medi ambient en general. Abans, havia estat meteoròleg sènior del SAM, Serveis Audiovisuals de Meteorologia, d'Activa Multimèdia Digital. El SAM produïa els canals temàtics de meteorologia Canal Méteo i Teletiempo, a més d'aplicacions interactives i meteorologia per a xarxes de cable i Internet, telefonia i premsa.
En l'àmbit internacional, ha estat fundador i president en diverses ocasions de l'Associació Internacional de Meteoròlegs als Mitjans de Comunicació (International Association of Broadcast Meteorology - IABM) i va ser el president del Climate Broadcasters Network – Europe de la Comissió Europea sobre la Comunicació del Canvi Climàtic. Va ser membre de la ponència CRECE sobre la percepció social i l'estat de la ciència a Espanya. També forma part del Consell d'Administració del Servei Meteorològic de Catalunya i va ser president del Consell Català de la Comunicació Científica, C4.
És professor associat de la Universitat de Barcelona on imparteix Pronòstic Meteorològic del Màster de Meteorologia de la Facultat de Física de la Universitat de Barcelona. Forma part del Consell Assessor d'Agbar, va ser el president del Climate Broadcasters Network, i ha estat comissari de les exposicions "Apropa't a la Ciència " i d'"Activa't!" sobre les innovacions tecnològiques de la CCRTV que es pogueren veure al Palau Robert de Barcelona. També ha estat comissari de "Protagonista en verde" de Punto Radio.
El 2024 va fer el salt a la política, com a segon a la llista d'Esquerra Republicana de Catalunya a les eleccions al Parlament Europeu de 2024, el quart aspirant a la cambra dins de la coalició Ara Repúbliques. Com que van obtenir-hi tres representants, es preveu que exerceixi com a eurodiputat entre el 2027 i el 2029, ja que van decidir dividir l'escó entre ell i Ana Miranda, la tercera candidata, del Bloc Nacionalista Gallec.

## Llegat
Va ser parodiat en el programa setmanal de sàtira política Polònia, a TV3, on era el presentador del temps del "Polonews". L'actor que l'interpretava és en David Olivares. La seva frase de presentació, en la paròdia, éra "Molt bona niiiiit..." Van presentar, actor i imitador, les campanades del 2008 de la televisió pública catalana, on el rellotge va ser la Torre Glòries.

## Llibres publicats
Durant la seva llarga carrera professional ha publicat diferents llibres. Hi ha llibres de contes adreçats als més petits agrupats per estacions i temàtiques.
- Tu, jo i el medi ambient: respostes a les preguntes bàsiques. Editorial Pòrtic SA. Barcelona. 2001. 174 pàgines.
- Contes del temps. Barcelona. La Galera. 2003. 40 pàgines
- Contes de l'univers. Barcelona. La Galera. 2004. 40 pàgines
- Contes de la Terra. Barcelona. La Galera. 2006. 40 pàgines
- Cuentos del cielo y la Tierra. Barcelona. La Galera. 2007. 40 pàgines
- El año que mi abuelo vió llover. Barcelona. Editorial Planeta
- Meteocuriositats: 50 secrets per entendre el temps. Editorial Penguin Random House. 2020. 142 pàgines